# Ilana-Goor-Museum
Das Ilana-Goor-Museum (hebräisch מוזיאון אילנה גור) ist ein Privatmuseum in der verwinkelten Altstadt von Jaffa (Old Jaffa) in Tel Aviv. Das Museum wurde 1995 von Ilana Goor gegründet, einer israelischen Künstlerin und Kunstsammlerin. Ihre ungewöhnliche Sammlung wurde bisweilen als „künstlerischer Dschungel“ („artistic jungle“) bezeichnet.

## Geschichte
Das Museum befindet sich in Old Jaffa in einem Gebäude aus dem Jahr 1742 oberhalb des Hafens. Baumeister war Jakob Zonana, einer der Leiter der Jüdischen Gemeinde in Konstantinopel. In der zweiten Hälfte des 19. Jahrhunderts war eine Seifen- und Parfummanufaktur in dem Gebäude untergebracht. Nach dem Zweiten Weltkrieg diente das Gebäude unterschiedlichen Zwecken, u. a. als Synagoge und Unterkunft.
In den 1970er-Jahren wurde Old Jaffa zunehmend von Künstlern entdeckt, die dort lebten und arbeiteten – unter ihnen auch Ilana Goor. Zahlreiche kleine Ateliers und Galerien eröffneten. 1983 kaufte Goor die verfallene Kreuzritterresidenz mitten im historischen Zentrum von Jaffa und sanierte das Gebäude, das ihr zunächst als Wohnhaus und Atelier diente. Im September 1995 eröffnete die Künstlerin dann zusätzlich das Museum.

## Sammlung
Die Kunstwerke sind in mehreren Etagen des Gebäudes sowie der Dachterrasse mit Meerblick ausgestellt. Neben eigenen Werken von Ilana Goor – Skulpturen, ausgefallene Schmuckstücke, sowie futuristische Retromöbel – umfasst die Sammlung auch afrikanische und orientalische Kunst, antike Artefakte, sakrale Kunst aus dem Mittelalter und moderne Kunst der Neuzeit; u. a. Skulpturen von Henry Moore, Alexander Archipenko und Diego Giacometti, Bilder von Josef Albers oder einen Designstuhl von Frank Gehry.
Das Museum ist sonntags bis freitags von 10 Uhr bis 16 Uhr geöffnet.

## Ilana Goor
Ilana Goor wurde im israelischen Tiberias geboren. Ihr Großvater, Josef Sapir, war Mitbegründer der Bezalel School, einer Kunstrichtung im Palästina des frühen 20. Jahrhunderts. Goor begann mit der Bildhauerei in den späten 1960er-Jahren in Los Angeles. 1972 zeigte das  California Museum of Science and Industry in Los Angeles eine erste Ausstellung mit ihren Werken. Es folgten Ausstellungen weltweit; Skulpturen von ihr sind u. a. in der Gedenkstätte Yad Vashem in Jerusalem installiert.
Goor ist Autodidaktin; sie absolvierte nie ein Kunststudium.